# باز ایرویز
باز ایرویز (به انگلیسی: Buzz Airways) یک شرکت هواپیمایی با کد یاتا 1X است. دفتر مرکزی باز ایرویز در برنسون، میزوری واقع شده‌است و به ۳ مقصد، پرواز مستقیم انجام می‌دهد.